# Incidente del DHC-6 Twin Otter di Yeti Airlines del 2006
Il 21 giugno 2006, durante l'avvicinamento all'aeroporto di Jumla, in Nepal, un Twin Otter della Yeti Airlines si schiantò al suolo dopo che l'equipaggio aveva deciso di interrompere l'atterraggio ed eseguire una riattaccata per motivi sconosciuti. Dei testimoni oculari dissero che l'aereo sembrava essersi fermato mentre eseguiva una virata stretta sulla soglia della pista 27 schiantandosi al suolo in una palla di fuoco sul bordo orientale della pista.

## L'aereo
Il velivolo coinvolto nell'incidente era un de Havilland Canada DHC-6 Twin Otter operato da Yeti Airlines. Il suo primo volo si era svolto nel 1980 con Lesotho Airways. L'aereo venne acquistato da Yeti Airlines un anno prima dell'incidente da un altro vettore nepalese, Skyline Airways. Fu il terzo incidente di questo tipo di aereo operato da Yeti Airlines e uno dei quattro Twin Otter nella flotta della compagnia aerea.

## Passeggeri ed equipaggio
C'erano sei passeggeri a bordo dell'aereo e tre membri d'equipaggio. Tutti gli occupanti a bordo morirono nello schianto. I piloti vennero identificati come il comandante Krishna Malla e il copilota Dipak Pokhrel.

## L'incidente
Il Twin Otter della Yeti Airlines partì da Nepalganj per un volo verso Jumla via Surkhet. Il volo decollò da Surket alle 11:35 con a bordo 6 passeggeri, 941 kg di carico, tra cui cereali alimentari, e tre membri dell'equipaggio. Il peso totale al decollo dell'aereo era di 12 499 libbre (5 669 kg), incluse 1 400 libbre (640 kg) di carburante.
Le condizioni meteorologiche a Jumla in quel momento erano discrete, con sole splendente e vento da nord-est a 2 nodi (3,7 km/h). Al momento del decollo la direzione del vento era cambiata da sud-ovest.
L'aereo lasciò la valle di Surkhet e stabilì un contatto con la torre di Nepalgunj come da normale procedura. Alle 11:49, l'aeromobile segnalò di trovarsi al "Virgin Pass", uno dei punti di segnalazione in rotta verso Jumla.
Alle 11:55, l'aeromobile stabilì un contatto con Jumla e ricevette informazioni meteorologiche e la pista 27 per l'atterraggio. Il vento era segnalato provenire da 240° a 4 nodi (7,4 km/h). Il pilota decise di utilizzare la pista 09 e comunicò di aver virato in finale alle 12:01. L'aeromobile iniziò la fase di avvicinamento ad alta velocità. Il comandante effettuò un mancato avvicinamento senza informare la torre di controllo di Jumla. Comunicò poi la sua posizione e l'intenzione di utilizzare la pista 27; un altro aereo operato da Sita Air comunicò che sarebbe dovuto atterrare circa 7 minuti dopo di lui. Il comandante sorvolò a destra della torre di controllo di Jumla, mentre eseguiva il mancato avvicinamento e si diresse verso una collina. Effettuò quindi una brusca virata a sinistra con un elevato angolo di inclinazione con l'intenzione di atterrare sulla pista 27, informando al contempo di liberare la pista per il velivolo in coda. Durante questo processo, l'aereo perse notevolmente velocità e altitudine e colpì la risaia a est dell'aeroporto. Il Twin Otter rimbalzò e attraversò altri 200 piedi circa, finendo per colpire un terrazzamento, e si fermò ruotando di 180 gradi con la sezione di coda attorcigliata. Prese fuoco all'istante.

## Le indagini
Il rapporto finale dice:
1) Violazione delle procedure operative standard della compagnia da parte dell'equipaggio di volo.
2) Insufficiente monitoraggio del programma di addestramento al volo e delle operazioni di linea da parte della direzione di Yeti.
3) la supervisione inadeguata della Yeti Airlines da parte del CAAN.»
1) Violazione delle procedure operative standard della compagnia da parte dell'equipaggio di volo.
2) Insufficiente monitoraggio del programma di addestramento al volo e delle operazioni di linea da parte della direzione di Yeti.
3) La supervisione inadeguata della Yeti Airlines da parte del CAAN.»
(Final report 9N-AEQ Yeti Airlines)